# はるやまチェーン

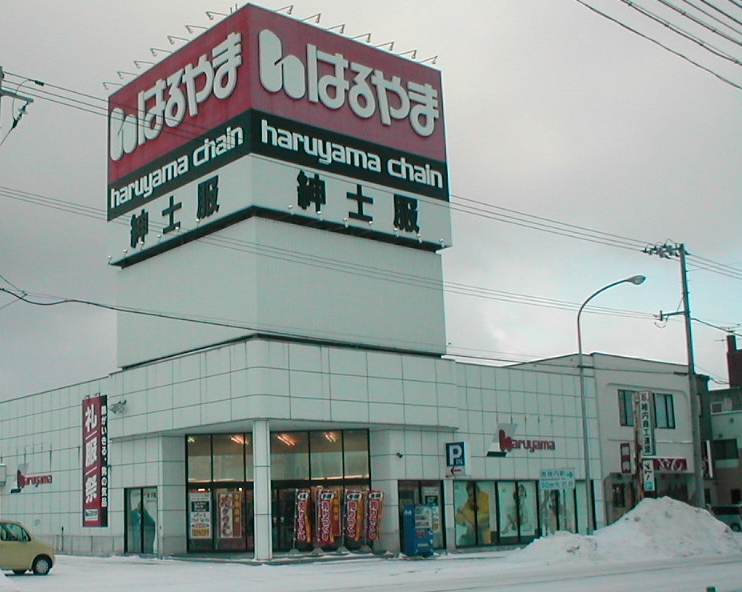
紳士服のはるやま稚内店（2007年1月撮影）

株式会社はるやまチェーンは、北海道札幌市豊平区にある紳士服販売を中心とするアパレル関連企業である。
同じく「はるやま」のブランドでチェーン展開するはるやま商事は、創業者が同族兄弟であるものの別の企業であり、資本関係はない。両社はかつて「はるやま」の商標の使用権について協定を結んでいたが、現在は消滅している（詳細ははるやま商事#備考を参照）。

## 概要
1970年（昭和45年）、札幌市に個人店舗「船場」を創業、1972年（昭和47年）に株式会社はるやま船場を設立後、札幌市の中心部にある商店街「狸小路商店街」に1号店をオープンさせ、以後、北海道を中心に、東北、北信越、関東にもチェーン展開している。
しかし経営が悪化し、2001年（平成13年）9月に民事再生法を適用、翌年より再建計画が始まり店舗数を減らしたものの、経営はほぼ再建されている。

## 店舗
現行店舗については「はるやまチェーン 店舗紹介」を参照。

### かつて存在した店舗
- 西野店 - 北海道札幌市西区西野4条2丁目1-34
  - 2014年10月19日 閉店
- 苫小牧店 - 北海道苫小牧市木場町1-5-25
  - 2019年4月26日 MEGAドン・キホーテ苫小牧店2階に移転[2]。現在、学習塾「苫小牧練成会」。
- エフ・ユニット新道東店 - 北海道札幌市東区北34条東24丁目1-1
  - 2022年6月12日 閉店[3]
- 清田店 - 北海道札幌市清田区清田1条1丁目6-1
  - 2022年7月3日 閉店[4]
- 北郷店 - 北海道札幌市白石区北郷3条2丁目1-1
  - 2024年7月28日 閉店[5]